# Shut Up and Drive
Shut Up and Drive ist die zweite Single der R&B-Sängerin Rihanna aus ihrem dritten Album Good Girl Gone Bad. Das Lied wurde von Carl Sturken, Evan Rogers, Bernard Sumner, Peter Hook, Stephen Paul David Morris und Gilian Gilbert geschrieben und von Carl Sturken und Evan Rogers produziert. Das Lied samplet die Melodie von New Orders Blue Monday.

## Musikvideo
Die Regie zum Musikvideo übernahm Anthony Mandler, die Choreografie Tina Landon. Am Anfang des Videos fährt Rihanna einen Ferrari F430 in eine Garage bzw. Werkstatt.
Das Musikvideo wurde in der tschechischen Hauptstadt Prag gedreht.

## Preise
2007 gewann Shut Up and Drive den People’s Choice Award in der Kategorie “Most Popular R&B Song”.

## Kommerzieller Erfolg

### Chartplatzierungen
Shut Up and Drive erreichte unter anderem Rang 15 der US-amerikanischen Billboard Hot 100 und konnte sich 20 Wochen in den Charts platzieren. In den US-amerikanischen Dancecharts avancierte das Lied zum siebten Nummer-eins-Hit für Rihanna.
| ChartsChartplatzierungen       | Höchstplatzierung | Wochen |
| ------------------------------ | ----------------- | ------ |
| Deutschland (GfK)              | 6 (14 Wo.)        | 14     |
| Österreich (Ö3)                | 31 (12 Wo.)       | 12     |
| Schweiz (IFPI)                 | 14 (19 Wo.)       | 19     |
| Vereinigte Staaten (Billboard) | 15 (20 Wo.)       | 20     |
| Vereinigtes Königreich (OCC)   | 5 (31 Wo.)        | 31     |

| ChartsJahrescharts (2007)      | Platzierung |
| ------------------------------ | ----------- |
| Vereinigte Staaten (Billboard) | 90          |
| Vereinigtes Königreich (OCC)   | 32          |

| ChartsJahrescharts (2008) | Platzierung |
| ------------------------- | ----------- |
| Deutschland (GfK)         | 68          |

### Auszeichnungen für Musikverkäufe
| Land/Region                  | Auszeichnungen für Musikverkäufe (Land/Region, Auszeichnung, Verkäufe) | Verkäufe  |
| ---------------------------- | ---------------------------------------------------------------------- | --------- |
| Australien (ARIA)            | 2× Platin                                                              | 140.000   |
| Brasilien (PMB)              | 3× Platin                                                              | 180.000   |
| Dänemark (IFPI)              | 2× Platin                                                              | 180.000   |
| Deutschland (BVMI)           | Gold                                                                   | 150.000   |
| Neuseeland (RMNZ)            | Platin                                                                 | 30.000    |
| Vereinigte Staaten (RIAA)    | 3× Platin                                                              | 3.000.000 |
| Vereinigtes Königreich (BPI) | Platin                                                                 | 600.000   |
| Insgesamt                    | 1× Gold · 12× Platin ·                                                 | 4.270.000 |

Hauptartikel: Rihanna/Auszeichnungen für Musikverkäufe